# Lac de Fort Peck
Fort Peck Lake, ou Lake Fort Peck, est un réservoir majeur du Montana, formé par le barrage de Fort Peck sur la rivière Missouri. Le lac se trouve dans la région des prairies orientales du Montana à environ 230 km à l'est de Great Falls et 190 km au nord de Billings, atteignant par portion six comtés.
Le barrage et le réservoir furent construits dans les années 1930 pour améliorer la navigation sur la rivière Missouri, fournissant suffisamment d'eau pour obtenir un chenal de navigation de 9 pieds de profondeur, 300 pieds de largeur de Sioux City, Iowa, à l'embouchure du Missouri juste au-dessus de St.Louis. À la suite de graves inondations le long de la rivière Missouri en 1943, qui entravèrent le développement économique de la vallée de la rivière Missouri et endommagèrent la production de fournitures militaires pour la Seconde Guerre mondiale alors en cours, cinq barrages supplémentaires furent ajoutés lorsque le gouvernement fédéral adopta le plan Pick-Sloan, appelant à la construction d'une série de barrages et de réservoirs le long du Missouri et de ses affluents. Le barrage de Fort Peck fut construit de 1933 à 1940 par le US Army Corps of Engineers; la retenue d'eau commença en 1937 et le réservoir fut rempli pour la première fois en 1947.
Avec un volume plein de 23,1 km3, Fort Peck est le cinquième plus grand lac artificiel des États-Unis. Il s'étend sur 216 km à travers le centre du Montana, et son rivage sinueux et déchiqueté a une longueur totale de quelque 2 450 km . Avec la rivière Missouri, de plus petits affluents tels que la rivière Musselshell, Fourchette Creek, Timber Creek, Hell Creek et Dry Creek alimentent le réservoir; ce dernier forme le bras latéral le plus long du réservoir, qui atteint environ 48 km vers le sud. Le lac couvre une superficie de 99 000 ha, ce qui en fait le plus grand du Montana en superficie, bien que le lac Flathead ait un volume plus important en raison de sa plus grande profondeur,.
Le réservoir est également une attraction touristique, avec 27 sites de loisirs désignés bordant ses rives. Bordant presque tout le réservoir sur 4 450 km2 la Réserve faunique nationale Charles M. Russell a préservé une grande partie des hautes prairies et des collines autour du lac.

## Voir également
- New Deal
- Public Works Administration
- Liste des lacs du Montana
- Liste des plus grands réservoirs des États-Unis
- Liste des plus grands lacs artificiels